# Mywayプラス
Mywayプラス株式会社（マイウェイプラス、英文社名Myway Plus Corporation）は、神奈川県横浜市港北区新横浜に本社を置く、
インバーター技術、モータ制御技術をベースとした、
パワーエレクトロニクス用評価試験装置や回生型電源・電子負荷装置を製造･販売する企業である。

## 事業内容
パワーエレクトロニクス分野での製品・技術開発の支援業
- 開発用ツール（パワエレ分野において研究開発に必要な開発ツール、実験システムを提供）
- 試験用電源・バッテリ　充放電試験システム（パワエレの研究や、バッテリ・燃料電池開発に必要な電源・電子負荷を提供）
- モータ・インバータ評価システム（車両電動化向けのモータ・インバータ評価装置を提供）

## 沿革
- 1993年7月 	・資本金1,310万円にて設立
- 1996年2月 	・資本金を1,310万円から1,510万円に増資
- 1997年9月 	・資本金を1,510万円から3,500万円に増資
- 1999年6月 	・業務拡張のため本社移転　　　⇒　神奈川県横浜市港北区新横浜 1-19-3
- 1999年10月 	・「電源・負荷兼用双方向電源」が、神奈川県工業技術大賞奨励賞を受賞
- 2002年10月 	・業務拡張のため本社移転 　 　⇒  神奈川県横浜市港北区新横浜 1-14-15
- 2004年4月 	・横浜市港北区に、マイウェイ・テクノサービス株式会社を資本金1000万円で設立
- 2004年6月 	・横浜市港北区に、マイウェイ電気株式会社を資本金1000万円で設立
- 2004年7月 	・中国・上海に、邁為電子技術（上海）有限公司を設立
- 2007年9月 	・資本金を3,500万円から4,800万円に増資
- 2008年2月 	・マイウェイ技研株式会社並びにマイウェイ・テクノサービス株式会社が横浜価値組企業として横浜市より認定される
- 2009年6月 	・マイウェイ技研株式会社、マイウェイ・テクノサービス株式会社、マイウェイ電気株式会社を統合しMywayプラス株式会社に社名変更。
- 2010年12月 	・業務拡張のため本社移転  　　⇒  神奈川県横浜市西区花咲町 6-145　横浜花咲ビル
- 2011年11月	・横浜知財みらい企業に認定
- 2012年11月	・横浜知財みらい企業に認定
- 2013年4月	・世界初SiCパワーモジュールを搭載した実験用インバータを開発
- 2013年7月	・世界初防水防塵対応コンパクト蓄電システムを開発
- 2013年8月	・名古屋地区に拠点開設
- 2013年10月	・業界初組込み用電力変換モジュール（非絶縁型双方向DC-DCコンバータ）を開発
- 2013年10月	・非絶縁型双方向DC-DCコンバータが「CEATEC AWARDコアテクノロジー部門準グランプリ」を受賞
- 2013年11月	・横浜知財みらい企業に認定
- 2014年11月	・横浜知財みらい企業に認定
- 2015年1月	・資本金を4,800万円から7,050万円に増資
- 2015年2月	・同社製品「pCUBE」が、NITE（※）蓄電池評価センターの標準計測器に採択

※NITE（独立行政法人製品評価技術基盤機構）、世界最大規模の蓄電池試験評価施設
- 2015年12月	・横浜知財みらい企業に認定
- 2016年7月	・APEC中小企業イノベーションアワードを受賞
- 2016年12月	・横浜知財みらい企業に認定
- 2017年7月	・大阪地区に拠点開設
- 2017年12月	・横浜知財みらい企業に認定
- 2017年12月	・技術顧問の赤木泰文がIEEEメダルを受賞
- 2022年2月	・業務拡張のため自社ビルに本社移転　　⇒  神奈川県横浜市港北区新横浜1-28-8 Mywayテクノタワー

## 過去の公的助成開発
- 1998年 「双方向電子負荷装置の開発」（神奈川県）
- 2001年 「小規模分散電源システムの系統連系運転と自律分散電源に関する研究開発」（NEDO）
- 2001年 「パワーエレクトロニクス用開発システムの販路拡大」（横浜産業振興公社）
- 2001年 「太陽電池・燃料電池模擬電源装置の開発」（新技術開発財団）
- 2001年 「バッテリ充放電装置の開発」（横浜市）
- 2002年 「小規模分散電源システムの実用化開発」（経済産業省）
- 2003年 「系統連系インバーターユニットの販売委託及び技術供与」（横浜産業振興公社）
- 2004年 「フライホイール式無停電電源装置の開発」（経済産業省）
- 2005年 「マイクロ電気自動車用モータコントローラの開発」（神奈川県）
- 2006年 「フライホイールによる無停電電源装置の製品化」（中小企業基盤整備機構）
- 2012年 「太陽電池模擬・リチウムイオンバッテリ充放電試験用回生双方向電源の開発」（横浜市）
- 2012年 「パワエレ用デジタル制御システムの開発」（横浜市）
- 2013年 「パワエレ用次世代開発システムの開発」（横浜市）
- 2014年 「ファンレス方式による完全防水・安全堅牢なポータブル蓄電池システムの技術開発」（NEDO）
- 2015年 「IT技術を用いた研究開発用パワーメータの開発」（横浜市）
- 2015年 「充放電試験に適するパワー回路技術を用いた小型・回生型直流電源システムの試作開発」（中小企業庁）

## 販売拠点
- 上海営業所